# Elisa von der Recke
Elisabeth Charlotte Constanzia von der Recke, da nubile Elisa von der Medem (Schönberg, 20 maggio 1754 – Dresda, 13 aprile 1853), è stata una scrittrice tedesca.
Amica di Wilhelm von Humboldt, nacque nell'odierna Lettonia, in un villaggio che si chiama Skaistkalne. Nel 1817 pubblicò il diario del suo soggiorno (1804-1806) in Italia, Tagebuch einer Reise durch einen Theil Deutschlands und durch Italien in den Jahren 1804 bis 1805; divenne tuttavia nota per essersi scagliata (1787) contro Cagliostro con un opuscolo.